# Psilopsiagon aurifrons
Psilopsiagon aurifrons là một loài chim trong họ Psittacidae.
Loài này được tìm thấy ở Argentina, Bolivia, Chile, và Peru. Môi trường sống tự nhiên của loài này là cây bụi ở vùng cao nhiệt đới hoặc cận nhiệt đới. 

## Phân loài
Bốn phân loài được công nhận:
- P. a. aurifrons – sườn núi dãy Andes ở trung Peru
- P. a. margaritae – sườn núi dãy Andes ở miền nam Peru, Bolivia, bắc Chile và tây bắc Argentina
- P. a. robertsi – thung lũng Marañón trung tâm miền bắc Peru
- P. a. rubrirostris – sườn núi dãy Andes ở tây bắc Argentina, giữa Catamarca và Córdoba, và miền nam Chile.

## Mô tả
Loài vẹt nhỏ này đạt chiều dài khoảng 18 cm và cân nặng khoảng 45 g. Chim trống của loài P. a. aurifrons, có đầu màu, bộ lông, lưng và đuôi màu canh lá cây. Mặt, cổ họng và ngực có màu vàng mờ dần dần chuyển sang màu xanh lá cây vàng ở bụng. Mắt màu nâu và mỏ màu sừng. Chim mái cũng tương tự như chim trống nhưng trán vàng, chim non giống chi mái nhưng đuôi ngắn hơn.

## Môi trường sống
Loài vẹt này được tìm thấy ở vùng Andes ở độ cao từ 1.000 đến 4.500 mét (3.300 và 14.800 ft). Phạm vi của chúng bao gồm Peru, Chile, Bolivia và Argentina. Môi trường sống điển hình của chúng là trong thảm thực vật ven sông, trên các sườn núi rậm rạp, trong số những cây bụi, trên đồng cỏ thô với xương rồng và cây bụi và đất nông nghiệp. Chúng cũng hiện diện trong môi trường nhân tạo như công viên và các khu vườn.